# Renata Mauro

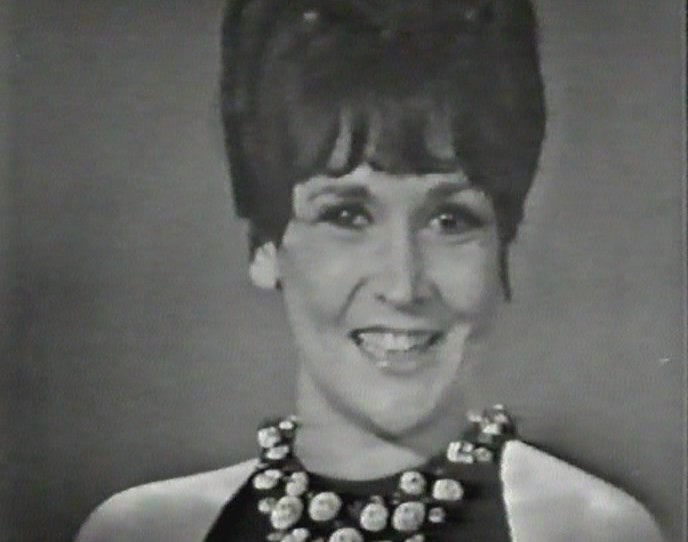
Renata Mauro na Eurovisão 1965 em Nápoles

Renata Mauro  nome artistico de Renata Maraolo (Milão, Itália, 17 de Maio de 1934 - Biella, Itália, 28 de Março de 2009), foi apresentadora de televisão da RAI (Televisão Italiana) e a apresentadora do Festival Eurovisão da Canção 1965 que naquele ano se realizou em Nápoles (Itália).